# Dokumentar
Dokumentare (Synonym Dokumentalisten aus dem französischen documentaliste bzw. englischen documentalist, vergleichsweise häufig in der französisch beeinflussten Schweiz) sind Informationsfachkräfte. Sie haben die Aufgabe, Informationen und Dokumente nach Relevanz und Qualität auszuwählen, zu erschließen, aufzubereiten und nach Bedarf zur Verfügung zu stellen. Sie erstellen und pflegen Informationsspeicher, in der Regel Datenbanken. Sie recherchieren in konventionellen und elektronischen Informationssystemen und beschaffen Quellen wie z. B. Fachliteratur, Forschungsberichte, Sachinformation und andere relevante Dokumente. Sie konzipieren und organisieren Informationssysteme und Informationsflüsse (Informationsmanagement).
Ihre Arbeit, Information und Dokumentation (IuD), ist vom jeweiligen fachwissenschaftlichen Hintergrund geprägt und überschneidet sich mit den Bereichen Archiv und Bibliothek.
Das Berufsbild ist vielfältig; es gliedert sich seit etwa den 1960er-Jahren in die Sparten Dokumentationsassistent (heute Ausbildungsberuf „Fachangestellte/r für Medien- und Informationsdienste“), Diplomdokumentar und Wissenschaftlicher Dokumentar.
Dokumentare sind überwiegend als wissenschaftliche Mitarbeiter in Unternehmen, Hochschul- und Forschungseinrichtungen, Fachinformationszentren, bei Parteien, Verbänden, Parlamenten und in der öffentlichen Verwaltung tätig.

## Abgrenzung
Archivare erschließen und beschreiben die von ihnen archivierten Primärquellen inhaltlich sowie nach formalen Kriterien.
Bibliothekare erfassen die Sekundärquellen bzw. die Literatur prioritär nach formalen Richtlinien (z. B. mit Hilfe von Klassifikationen, Systematiken – etwa den Regeln für die Alphabetische Katalogisierung (RAK) oder der Dewey Decimal Classification (DDC)).
Dokumentare sind darüber hinaus auf die Sacherschließung der dokumentarischen Bezugseinheiten spezialisiert, d. h. sie arbeiten mit Dokumentationssprachen (Thesauri/Schlagwortsysteme, Abstracts etc.)  und erwerben (Grund-)Kenntnisse bzw. Schnittstellenkompetenzen z. B. in den Bereichen Informationsmanagement, Informationsrecht, Informatik etc.

## Ausbildung
Wissenschaftliche Dokumentare (engl.: Information Specialist) haben in der Regel ein fachwissenschaftliches Studium an einer Universität absolviert und erlernen den Beruf als berufsbegleitende Weiterbildungsmaßnahme. Ausbildungsstätte ist das Institut für Information und Dokumentation (IID) an der Fachhochschule Potsdam, vormals als LID (Lehrinstitut für Information und Dokumentation) ansässig in Frankfurt am Main. Berufsverband ist die Deutsche Gesellschaft für Informationswissenschaft und Informationspraxis (DGI), vormals Deutsche Gesellschaft für Dokumentation (DGD).
Allgemeine Dokumentare absolvieren einen 8-semestrigen Studiengang an einer Fachhochschule, der mit der Bezeichnung „Diplom-Dokumentar“ abschließt. Einige Fachhochschulen vergeben auch den Titel „Diplom-Informationswirt“. Die Ausbildung umfasst z. B. den Erwerb von Fertigkeiten in formaler und inhaltlicher Erschließung, aber auch Kenntnisse über die Bedeutung von Dokumentation in Wissenschaft, Wirtschaft, Verwaltung und in den Medien. Zu dem Studiengang gehört in der Regel ein Praxissemester.
Neben den Allgemeinen Dokumentaren gibt es Mediendokumentare (im journalistischen Bereich auch „Dokumentationsjournalist“, z. B. interne Ausbildung beim Nachrichtenmagazin SPIEGEL) und Medizinische (Biowissenschaftliche) Dokumentare. Letztere durchlaufen eine ähnliche Ausbildung wie die ersteren, haben indes einen naturwissenschaftlich-medizinischen Themenschwerpunkt, z. B. Anatomie, Pathologie, Pharmakologie, klinische Chemie, Botanik.